# Carbetocina
Carbetocina é um medicamento sintético, de forma farmacêutica injetável, em ampolas de 1 mililitro contendo 100 microgramas do produto. É indicado na prevenção da atonia uterina e do sangramento excessivo após o parto por cesariana eletiva sob anestesia epidural ou espinal. Não foi estudado em casos de cesariana de emergência. Contraindicado em todo o periodo gestacional, até a retirada da criança. Não deve ser utilizado para a indução do trabalho de parto. Não deve ser utilizado em pacientes com doença vascular séria, especialmente arterial coronariana. Não deve ser utilizados em crianças ou idosos.
Sua administração se dá em uma única dose, durante um minuto, após a retirada da criança, preferencialmente antes da liberação da placenta.
Seu armazenamento deve estar entre 2 e 8 °C. Uma vez aberta a ampola, o produto deve ser imediatamente utilizado.